# Niphocepheus guadarramicus
Niphocepheus guadarramicus är en kvalsterart som beskrevs av Subías 1977. Niphocepheus guadarramicus ingår i släktet Niphocepheus och familjen Niphocepheidae. Inga underarter finns listade i Catalogue of Life.